# 1503 Kuopio
Az 1503 Kuopio (ideiglenes jelöléssel 1938 XD) a Naprendszer kisbolygóövében található aszteroida. Yrjö Väisäläfedezte fel 1938. december 15-én, Turkuban.